# Rue du Général-Foy
La rue du Général-Foy est une voie du 8e arrondissement de Paris. 

## Situation et accès

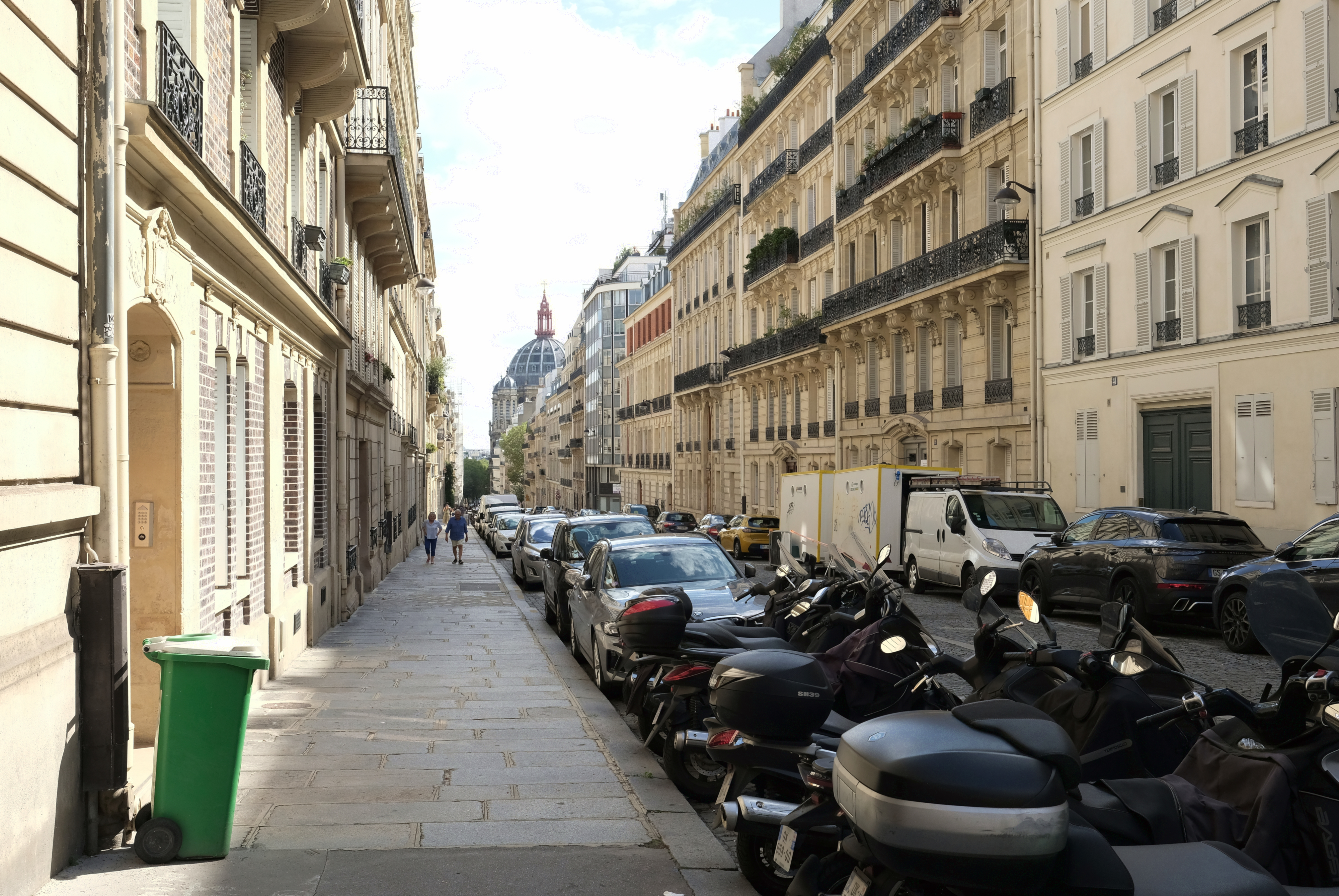
La rue vue depuis la rue de Monceau.

Elle commence au 18, rue de la Bienfaisance et se termine au 86, rue de Monceau.
Le quartier est desservi par la ligne de métro 3 à la station Europe.

## Origine du nom

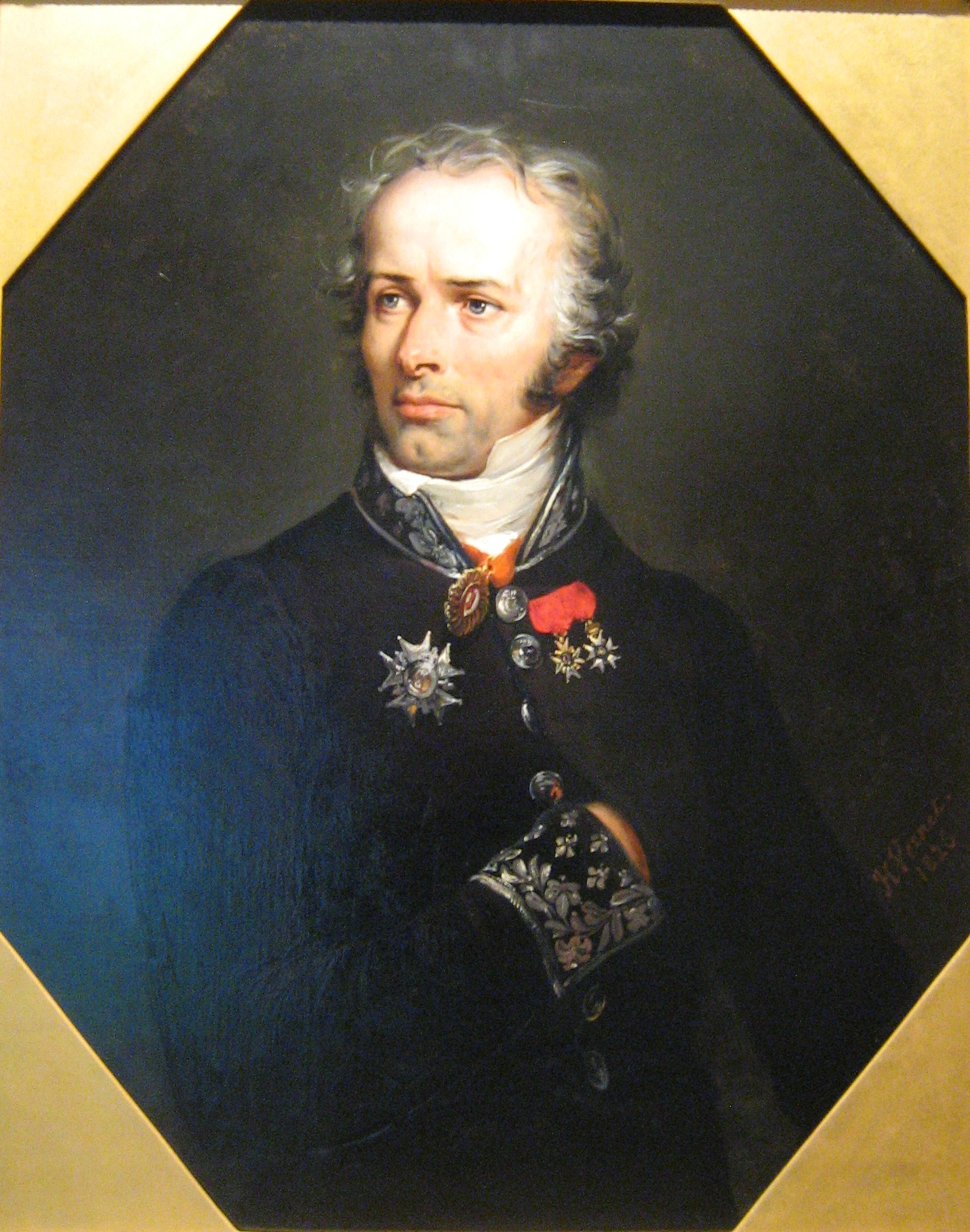
Portrait du général Foy, par Horace Vernet.

Elle porte le nom du général Maximilien Sébastien Foy (1775-1825), l’un des principaux orateurs du parti libéral sous la Restauration.

## Historique
La rue de Malesherbes fut ouverte en 1840 avec une largeur de 15 mètres sur des terrains appartenant aux héritiers de Sylvain Mignon, l’un des spéculateurs associés dans la création du quartier de l’Europe. Son percement était une manière de compenser l’inachèvement du boulevard Malesherbes qui devait relier la place de la Madeleine à la barrière de Monceau, mais dont la portion comprise au-delà de la rue de la Bienfaisance tardait à voir le jour.
La rue prit sa dénomination actuelle le 16 août 1879. 

## Bâtiments remarquables et lieux de mémoire
- No 4 : confiseur Reber en 1885.[réf. nécessaire]
- No 16 : domicile de la comédienne Julia Bartet.
- No 23 : au dire de certains[Qui ?], ce bâtiment aurait été un lupanar.
- No 24 : lycée Fénelon Sainte-Marie (anciennement école Sainte-Marie-La-Madeleine)[2].
- Nos 26-28 : Œuvres paroissiales de Saint-Augustin (1870)[3]. Devenu le collège Octave-Gréard.
- No 40 : hôtel de Laure Baignères. « L'hôtel du 40 [fut] une des maisons de Paris les plus fameuses au temps des salons. C'est aujourd’hui (1954) le Haut-Commissariat à Madagascar. Ce fut la résidence de Mme Baignères […] que ses réparties mordantes avait fait surnommer “Mme Rivarol”. Elle était née Laure Boilay et avait épousé M. Henry Baignères, dont il semble bien qu’on ne prononcerait plus aujourd’hui le nom si sa femme n’avait attaché à celui-ci les mille facettes brillantes de son esprit. L’union des deux époux n’avait pas été exemplaire et l’on murmurait que la belle Laure ne prenait pas assez de soin pour cacher sa liaison avec un gentilhomme orléaniste, M. de Rémusat[4]. » Selon certaines sources, le salon de Mme Baignères a inspiré la pièce d’Édouard Pailleron Le Monde où l’on s’ennuie[5].

### Habitants célèbres
- Julia Bartet (1854-1941), sociétaire de la Comédie-Française vécut pendant plus de quarante ans au no 16 (plaque commémorative). « Elle est morte en 1941 dans cet appartement très XVIIIe siècle de la rue du Général-Foy où, ayant abandonné le théâtre, elle n'avait pas pour autant renoncé à l'art puisque, de comédienne, elle était devenue peintre[6]. »
- Louis Bertrand (1866-1941), homme de lettres, de l'Académie française[7].
- Enzo Ciampi, baryton, et sa femme Cécile Ritter, soprano (no 17)[6].
- Gabriel Marcel (1889-1973) était né au Rue du Général Foys et vécut là jusqu'á le mort de sa mère (15 novembre 1893).
- Jules Massenet (1842-1912), compositeur (no 8, no 46)[3]. « Jules Massenet avait appartement au 46, qu'il quitta plus tard pour la rue de Vaugirard, où il mourut. […] C'est rue du Général-Foy que certaines de ses œuvres furent ébauchées, mais il ne composait guère à Paris. Ses grandes partitions furent souvent écrites en Suisse et certaines au château de Saint-Baslemont : ainsi Thaïs qui fut, sinon inspirée par Ève Lavallière, du moins composée dans son atmosphère et chez elle[8]. »
- Victorien Sardou (1831-1908), auteur dramatique (no 37)[3].

## Sources
- André de Fouquières, Mon Paris et ses Parisiens, vol. 2, Paris, Pierre Horay, 1954.
- Félix et Louis Lazare, Dictionnaire administratif et historique des rues de Paris et de ses monuments, Paris, Imprimerie de Vinchon, 1844-1849.
- Félix de Rochegude, Promenades dans toutes les rues de Paris : VIIIe arrondissement, Paris, Hachette, 1910.